# Nicotiana obtusifolia
Nicotiana obtusifolia är en potatisväxtart som beskrevs av Martin Martens och Galeotti. Nicotiana obtusifolia ingår i släktet tobak, och familjen potatisväxter. Utöver nominatformen finns också underarten N. o. palmeri.

## Bildgalleri

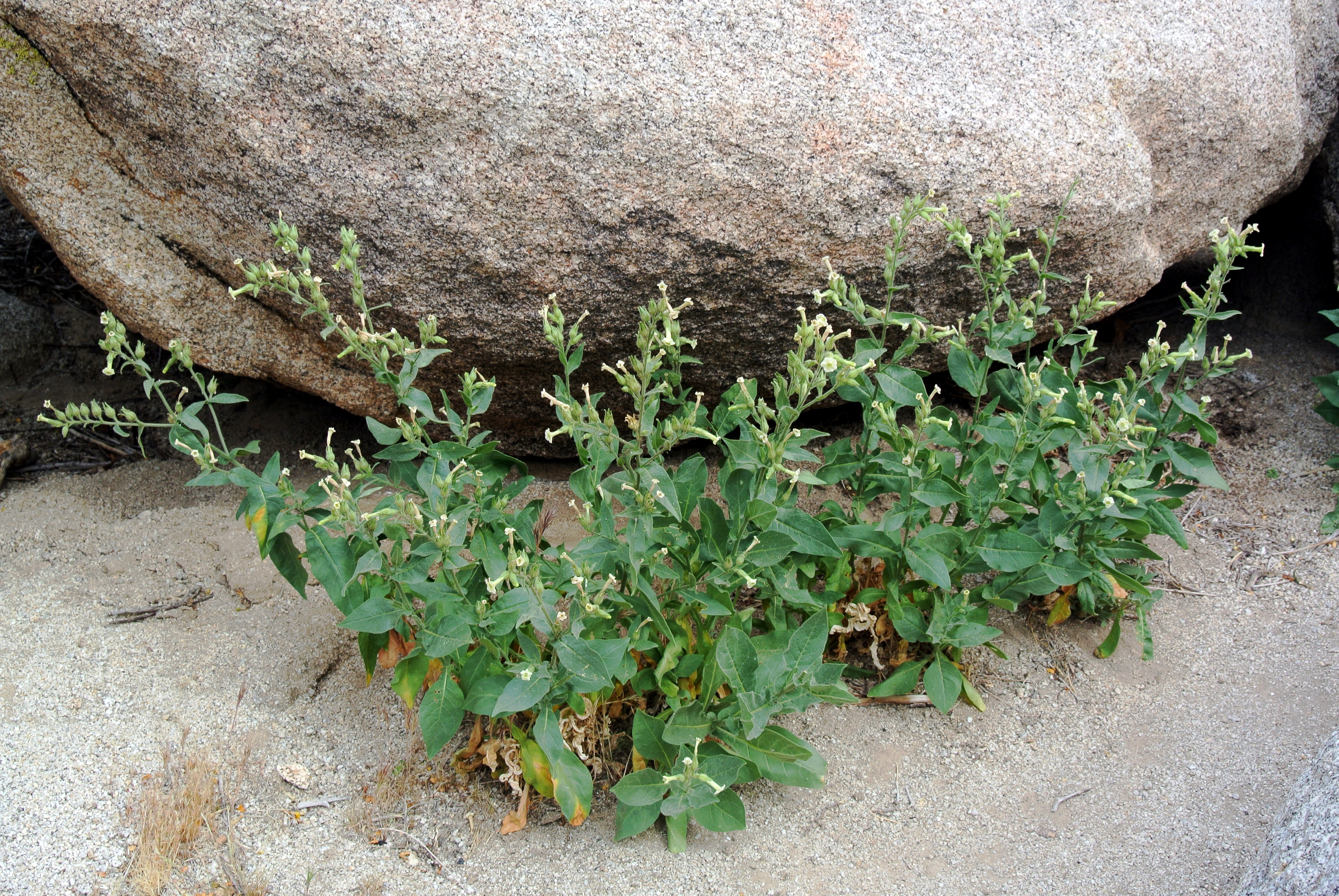
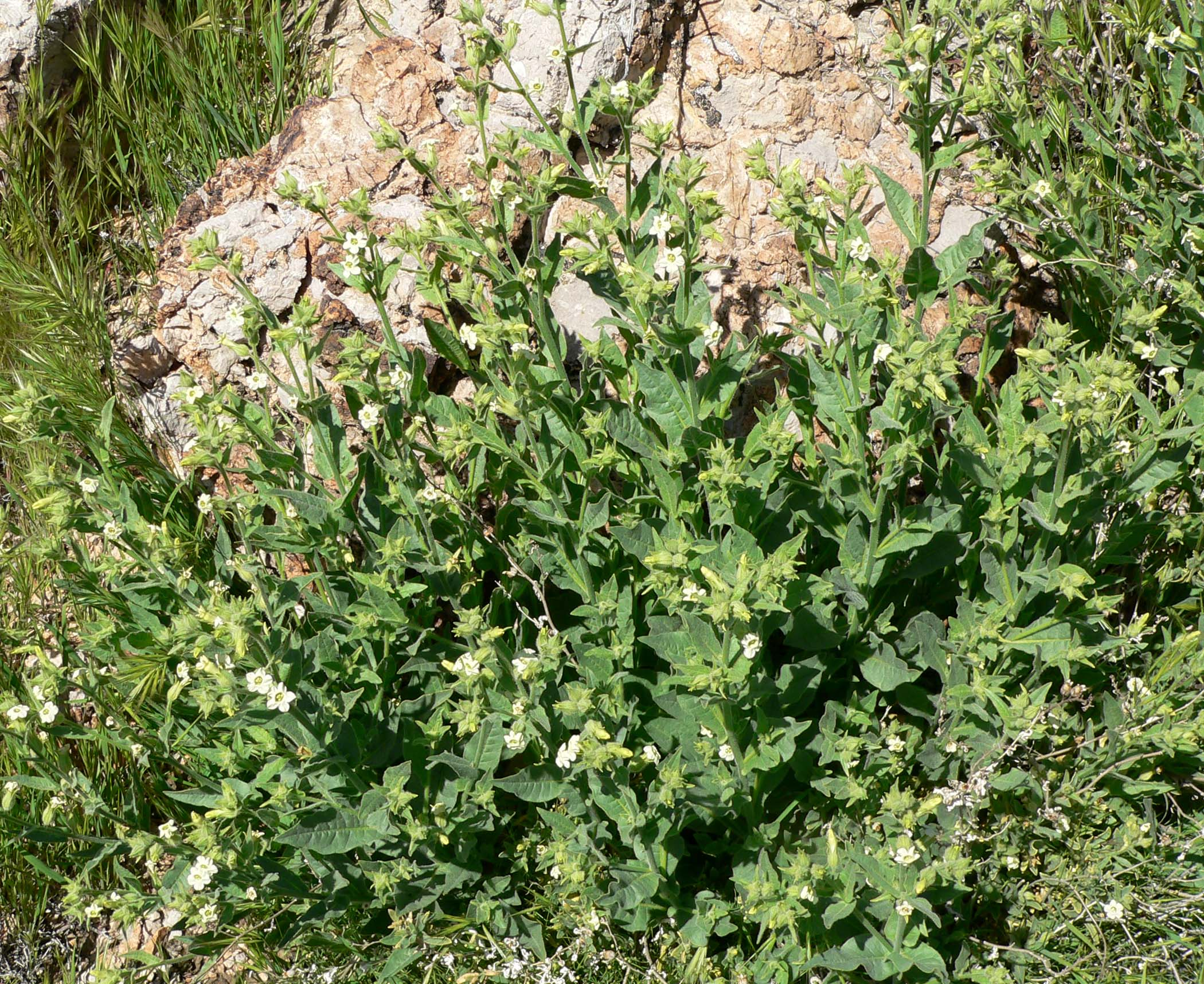
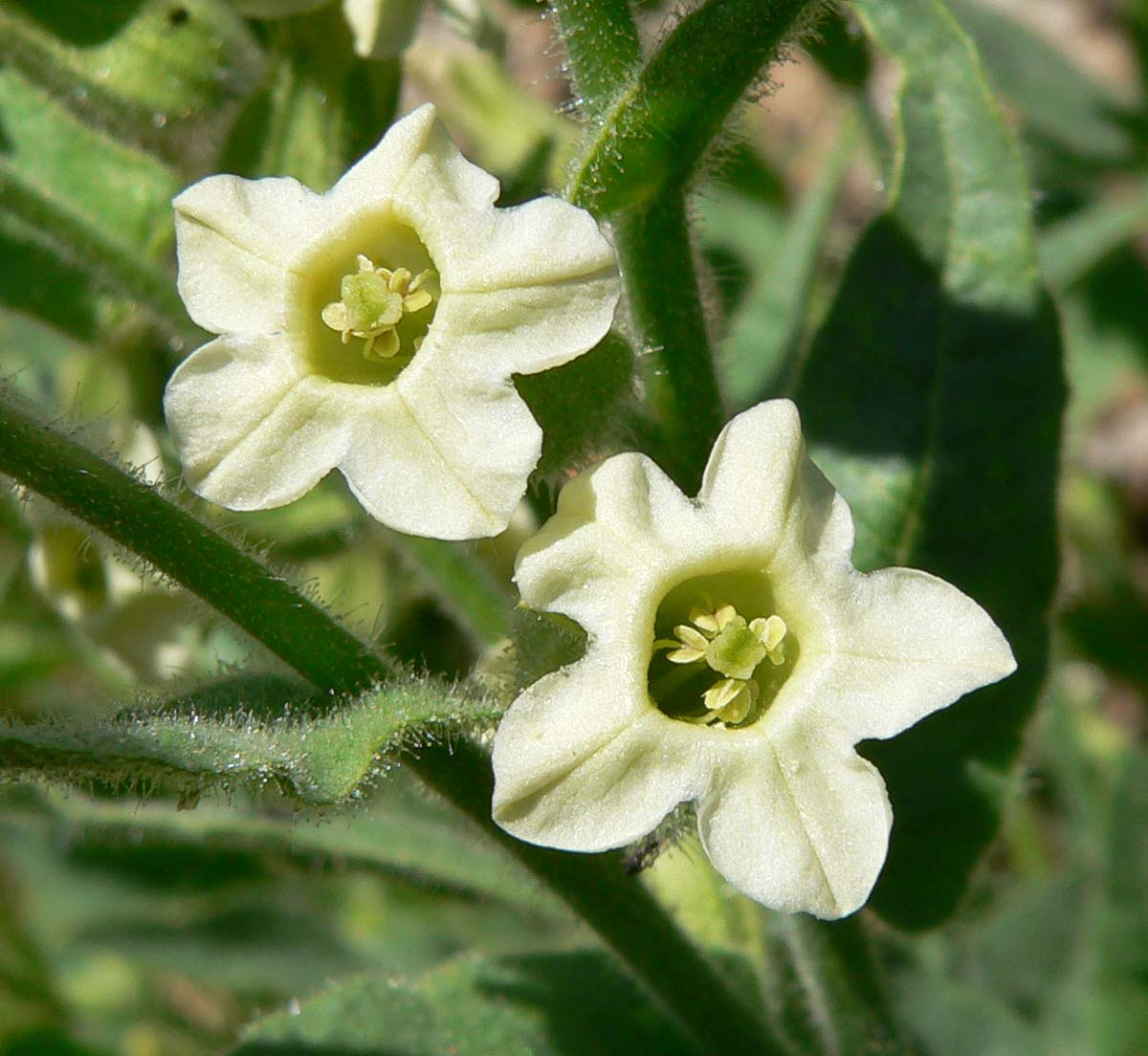
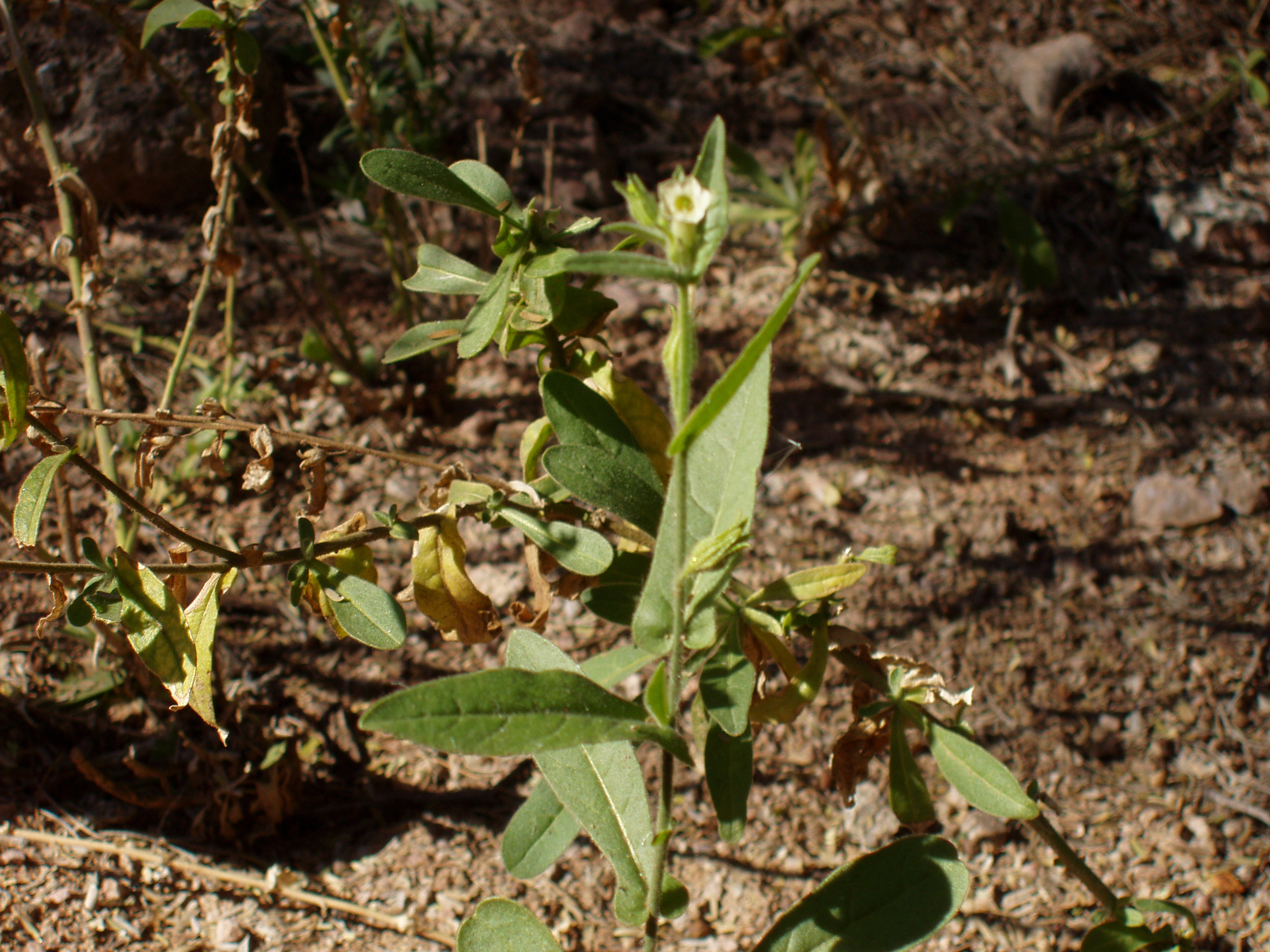
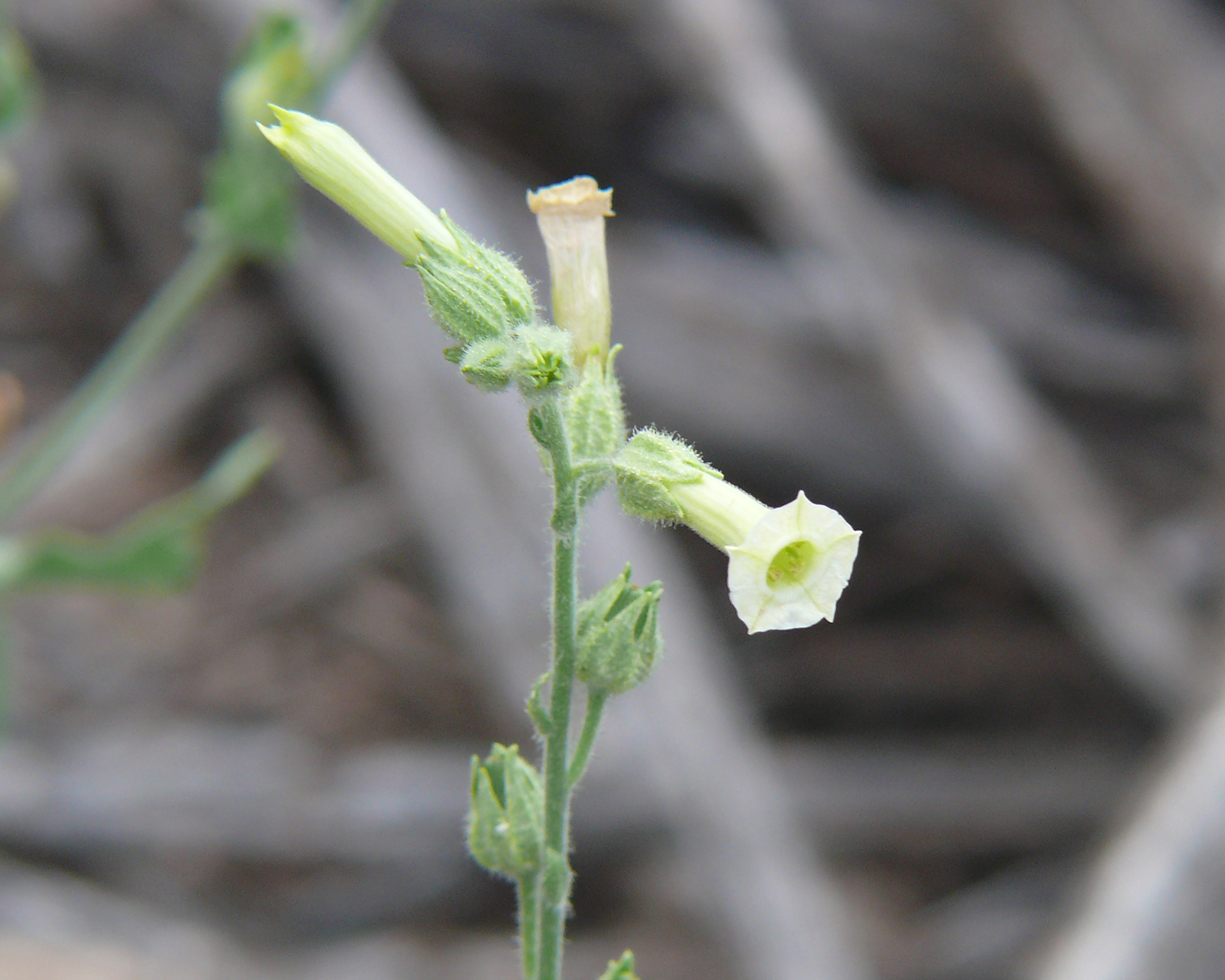
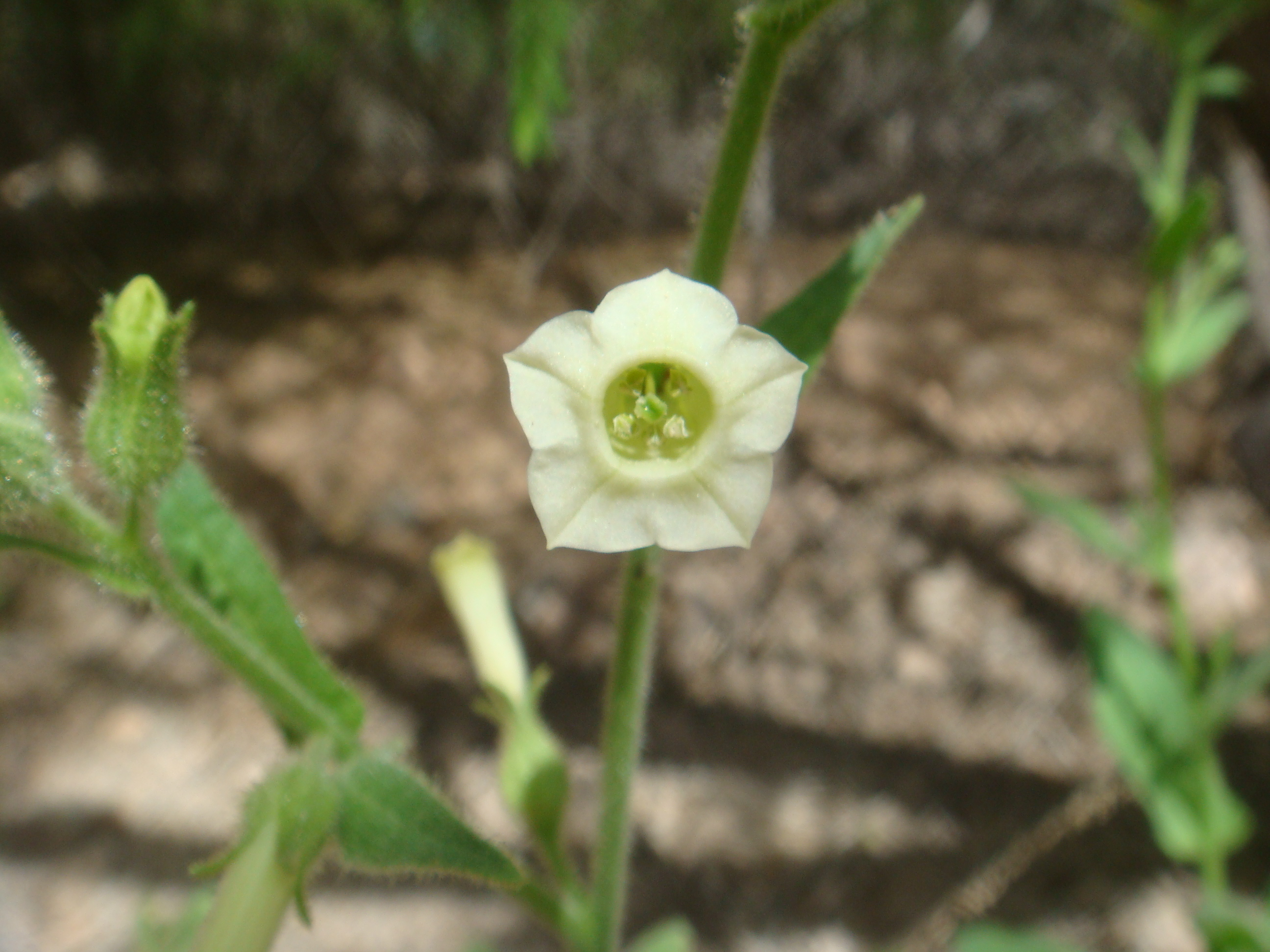